# Cassero Senese (Vetulonia)
Pour les articles homonymes, voir Cassero Senese.
Le Cassero Senese de l'actuelle Vetulonia est un vestige médiéval qui se trouve dans la partie haute du centre historique de cette frazione de la commune de Castiglione della Pescaia.

## Histoire
Le cassero est la partie restante de l'ancien château fort de Colonna, dénomination issue de la localité étrusque de Vetluna pendant la période lombarde.
La construction originale remonte au VIIIe siècle et appartenait aux évêques de Lucques qui la cédèrent à l'Abbazia di San Bartolomeo a Sestinga (it) au cours du XIe siècle.
Après avoir appartenu aux Lombards de Buriano (XIIIe siècle), en 1331 les Siennois en prirent possession.
Vers le milieu du XVe siècle le château a été gravement endommagé et seule la partie correspondant à l'actuel cassero a été restructurée.
Vers le milieu du XVIe siècle et la chute de la république de Sienne, le village et la fortification intégrèrent le grand-duché de Toscane.
Au cours des siècles successifs, diverses interventions ont partiellement modifié son aspect médiéval.

## Aspect actuel
Le Cassero Senese de Vetulonia se présente comme un ensemble fortifié constitué d'un corps de fabrique dont les murs sont entièrement recouverts de pierre et dans lesquels s'ouvrent des fenêtres disposées de façon aléatoire sur plusieurs niveaux.
Le corps de fabrique inférieur, qui a été partiellement modifié au cours des siècles, est adossé sur le côté gauche à la tour d'origine médiévale dont le sommet est privé de crénaux.

## Sources
- (it) Cet article est partiellement ou en totalité issu de l’article de Wikipédia en italien intitulé « Cassero Senese (Vetulonia) » (voir la liste des auteurs).